# 富山県道108号舟見入善線
富山県道108号舟見入膳線（とやまけんどう108ごう ふなみにゅうぜんせん）は富山県下新川郡入善町を起点に、同郡朝日町を経由し入善町に至る一般県道である。

## 概要

### 路線データ
- 起点：富山県下新川郡入善町舟見（富山県道13号朝日宇奈月線交点）
- 終点：富山県下新川郡入善町入膳（富山県道60号入善朝日線交点）
- 実延長：7,162m

## 沿革
- 1960年（昭和35年）4月23日 - 認定[1]

## 通過する自治体
- 富山県
  - 下新川郡入善町 - 下新川郡朝日町 - 下新川郡入善町

## 接続する道路
- 富山県道13号朝日宇奈月線（起点：入善町舟見）
- 富山県道45号黒部朝日公園線（入善町野中）
- 富山県道111号大家庄上飯野線（朝日町窪田 - 入善町小杉で重複）
- 富山県道107号小杉椚山新線（入善町小杉）
- 国道8号（高校（東）交差点）
- 富山県道60号入善朝日線（終点：入善町入膳）

## 周辺
- 北陸自動車道 入善スマートインターチェンジ
- あいの風とやま鉄道線 入善駅
- 富山県立入善高等学校
- 入善町役場
- 入善町立入善中学校
- 入善町立入善小学校
- アイシン新和（「アイシン高丘」関連会社） 本社・入善工場
- 入善町中央公園